# Wielkie Księstwo Litewskie
Wielkie Księstwo Litewskie (rus. Велїкое кнꙗзство Лїтовское, łac. Magnus Ducatus Lituaniae), potocznie: Litwa, w historiografii określana jako Litwa historyczna – państwo powstałe w wyniku zjednoczenia plemiennych księstw litewskich w roku 1236 przez Mendoga. Od 1316 do 1569 pod władzą dziedzicznych wielkich książąt litewskich z dynastii Giedyminowiczów (i jej bocznej linii Jagiellonów). Od 1385 w unii z Polską. W latach 1569–1795 jeden z dwóch równoprawnych członów Rzeczypospolitej Obojga Narodów. Wielkie Księstwo Litewskie obejmowało obszar dzisiejszej Litwy i Białorusi, a w największym zasięgu terytorialnym (XIV–XVI wiek) również środkowej i częściowo wschodniej i południowej Ukrainy, zachodnich kresów Rosji, Podlasia oraz skrawków Mołdawii.

## Historia

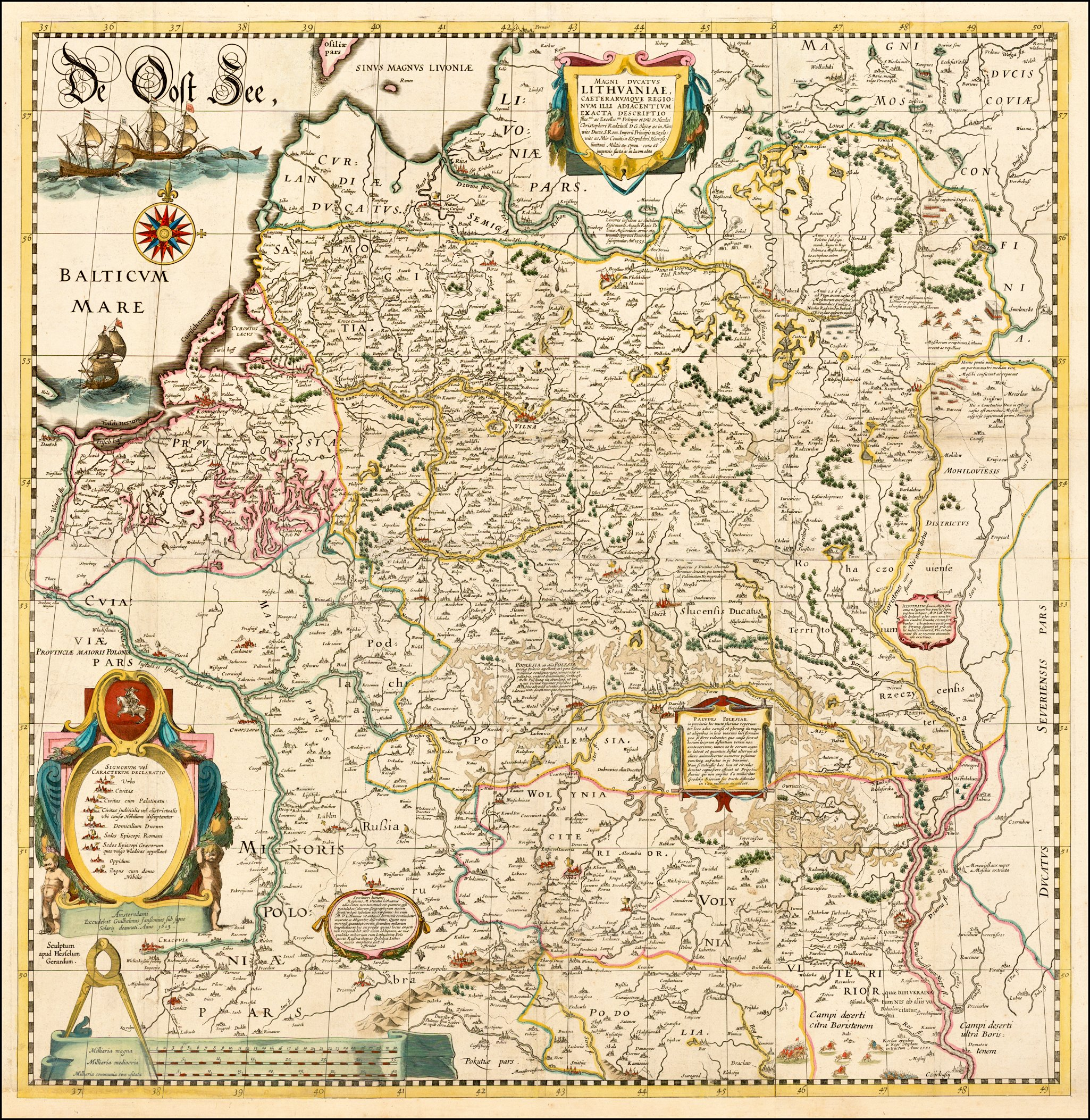
„Mapa radziwiłłowska” Wielkiego Księstwa Litewskiego, rys. Tomasz Makowski, wyd. Willem Blaeu, 1635

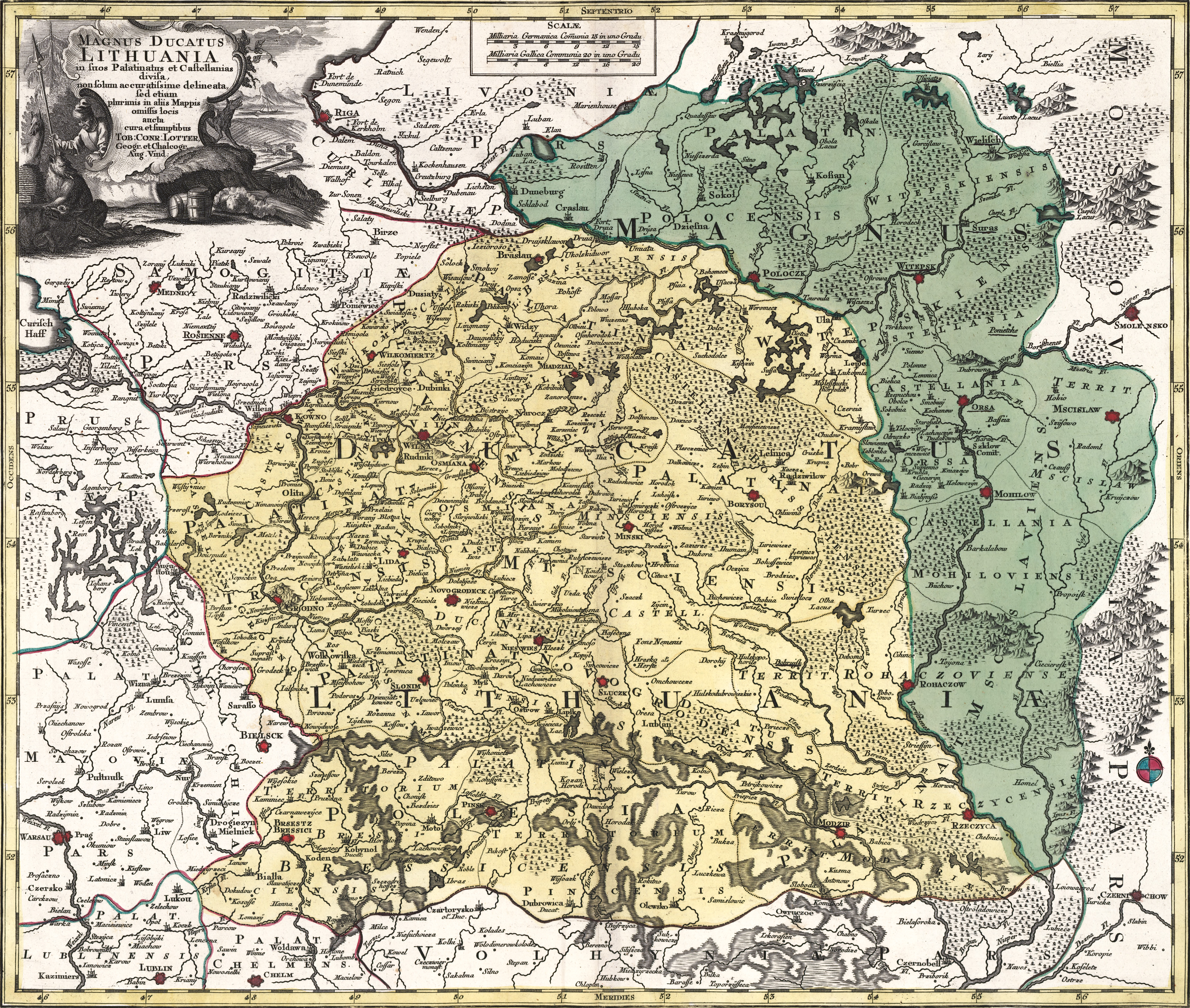
Mapa Wielkiego Księstwa Litewskiego po I rozbiorze, rys. Tobias Lotter, 1780

Po raz pierwszy nazwy Litwa użyto w stosunku do ziem zamieszkałych przez Bałtów i terenów dzisiejszej Litwy, także Bałtowie – przodkowie dzisiejszych Litwinów zapoczątkowali tworzenie Wielkiego Księstwa Litewskiego.
Pierwszą stolicą Litwy był Kiernów (do 1230), później Troki, a za rządów Giedymina stolica Litwy została przeniesiona do Wilna. Król Mendog natomiast rezydował w Nowogródku.
Wielkie Księstwo Litewskie zamieszkiwały przede wszystkim narody słowiańskie (przodkowie dzisiejszych Białorusinów i Ukraińców), zaś plemiona bałtyckie (przodkowie dzisiejszych Litwinów) zasiedlały głównie tereny dzisiejszej Litwy. Językiem urzędowym był słowiański język ruski (w tym języku spisano m.in. Statuty Wielkiego Księstwa Litewskiego i prowadzono Metrykę Litewską) do 1696 r.
Następnie na terenie Wielkiego Księstwa Litewskiego urzędowym był polski, posługiwano się również łaciną i litewskim. Na obszarze Wielkiego Księstwa zamieszkiwali też przedstawiciele innych narodów, np. w okolicy Trok do dziś mieszkają Karaimi, kultywujący swoją tradycyjną kulturę i język.

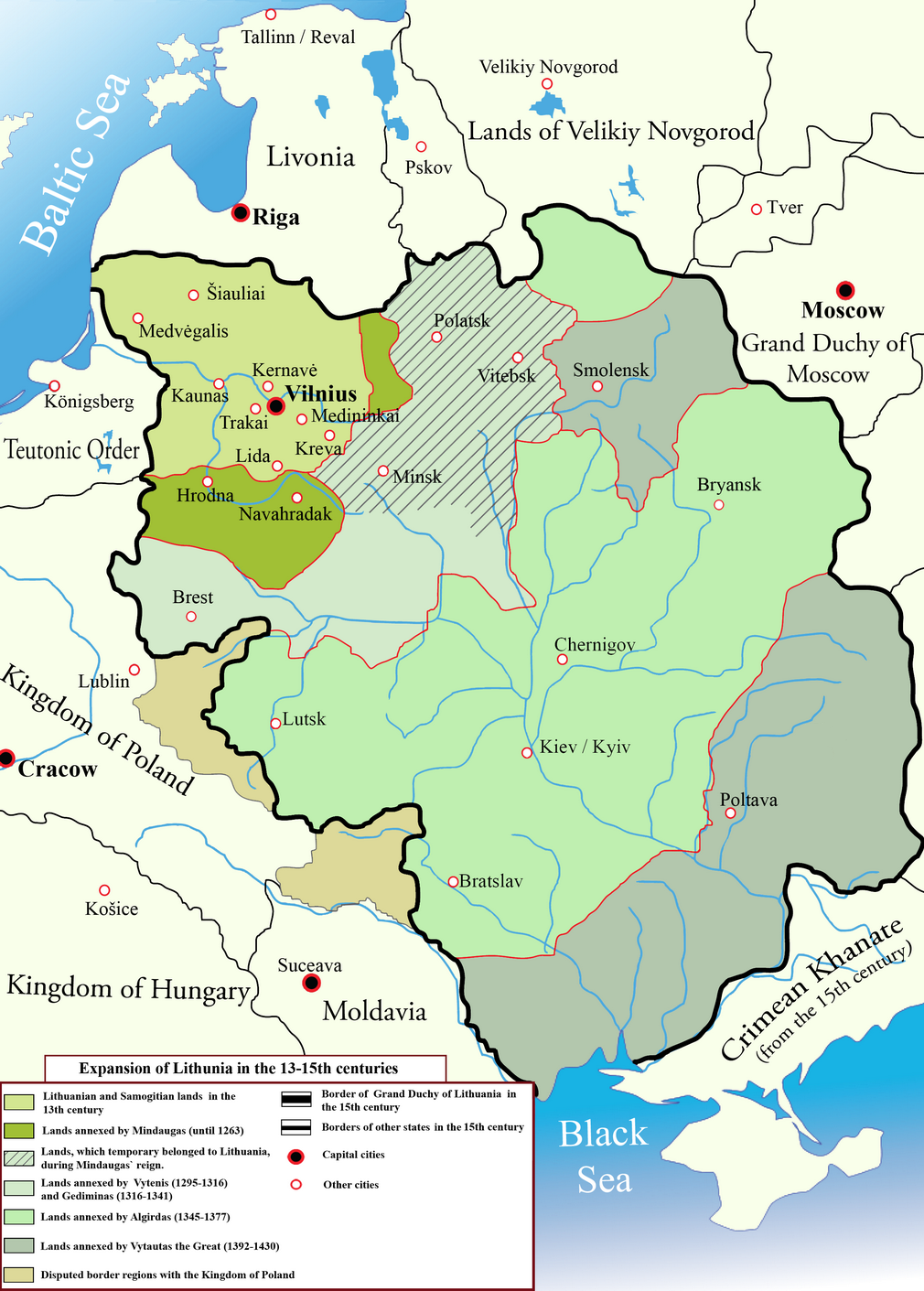
Wielkie Księstwo Litewskie w XIII–XV w.

Około 1240 roku jeden z plemiennych litewskich władców Mendog podporządkował pozostałych kunigasów na terenie Litwy właściwej (Auksztotę) i utworzył małe, ale szybko rozwijające się państwo ze stolicą w Nowogródku.
Litwa, konkurując z Wielkim Księstwem Moskiewskim, jednoczyła księstwa ruskie pod swoim zwierzchnictwem. W 1320 r. Giedymin zawarł sojusz z księciem twerskim. Wykorzystując osłabienie księstw ruskich swój protektorat Litwa narzuciła Smoleńskowi (przed 1326), Pskowowi (1322), księstwu Halicko-Wołyńskiemu (ok. 1320–1324) oraz Kijowowi (1325). Lokalni książęta (kniaziowie) zachowywali swoją władzę, ale podlegali wielkiemu księciu. W pewnym momencie granica Wielkiego Księstwa Litewskiego zbliżyła się do Moskwy na około 130 km. Litwini dwukrotnie oblegali Kreml moskiewski w latach 1368 i 1370.
Giedymin miał siedmiu synów. Dwaj z nich (Kiejstut i Olgierd) ostatecznie podporządkowali sobie braci i ustanowili wspólne rządy na Litwie. Kiejstut był ojcem Witolda, a Olgierd Jagiełły. W wyniku rozległych podbojów dokonanych przez Olgierda i Kiejstuta na południowych i wschodnich rubieżach, Wielkie Księstwo Litewskie przyjęło charakter państwa litewsko-ruskiego. Obaj władcy sformułowali koncepcję ekspansywnej polityki, zgodnie z którą Litwa miała obejmować obszary nadbałtyckie od Łyny i Pregoły aż po Dźwinę, a także całość ziem ruskich. Program ekspansji terytorialnej Wielkiego Księstwa Litewskiego, choć ambitny, miał raczej charakter propagandowy i nie odpowiadał rzeczywistym możliwościom tego państwa. Litwa była bowiem ogromnym, ale słabo zaludnionym i gospodarczo zacofanym terytorium w porównaniu do swoich zachodnich sąsiadów. W połowie XIV wieku Księstwo składało się z Litwy etnicznej (Litwa właściwa, Litwa Zawilejska, Litwa Powilejska, Żmudź – razem około 80 000 km², czyli około 10% terytorium kraju) oraz z ziem ruskich (Księstwo kijowskie, czernihowskie i siewierskie, wołyńskie i podolskie – pozostałe 90% powierzchni kraju). Litwa etniczna liczyła około 300 000 mieszkańców, ziemie ruskie około 1 700 000 milionów mieszkańców. W strukturze etnicznej i kulturowej Księstwa dominującą rolę odgrywała ludność ruska – bojarzy wywodzący się z ziem ruskich często sprawowali najwyższe urzędy, a wpływy kultury ruskiej znajdowały wyraz m.in. w użyciu języka ruskiego jako języka kancelarii hospodarskiej, zamiast języka litewskiego. Zdecydowany sprzeciw wobec planów wielkomocarstwowych Litwy wyrażało Wielkie Księstwo Moskiewskie, które od końca XIV wieku konsekwentnie realizowało strategię jednoczenia ziem ruskich pod egidą Moskwy.

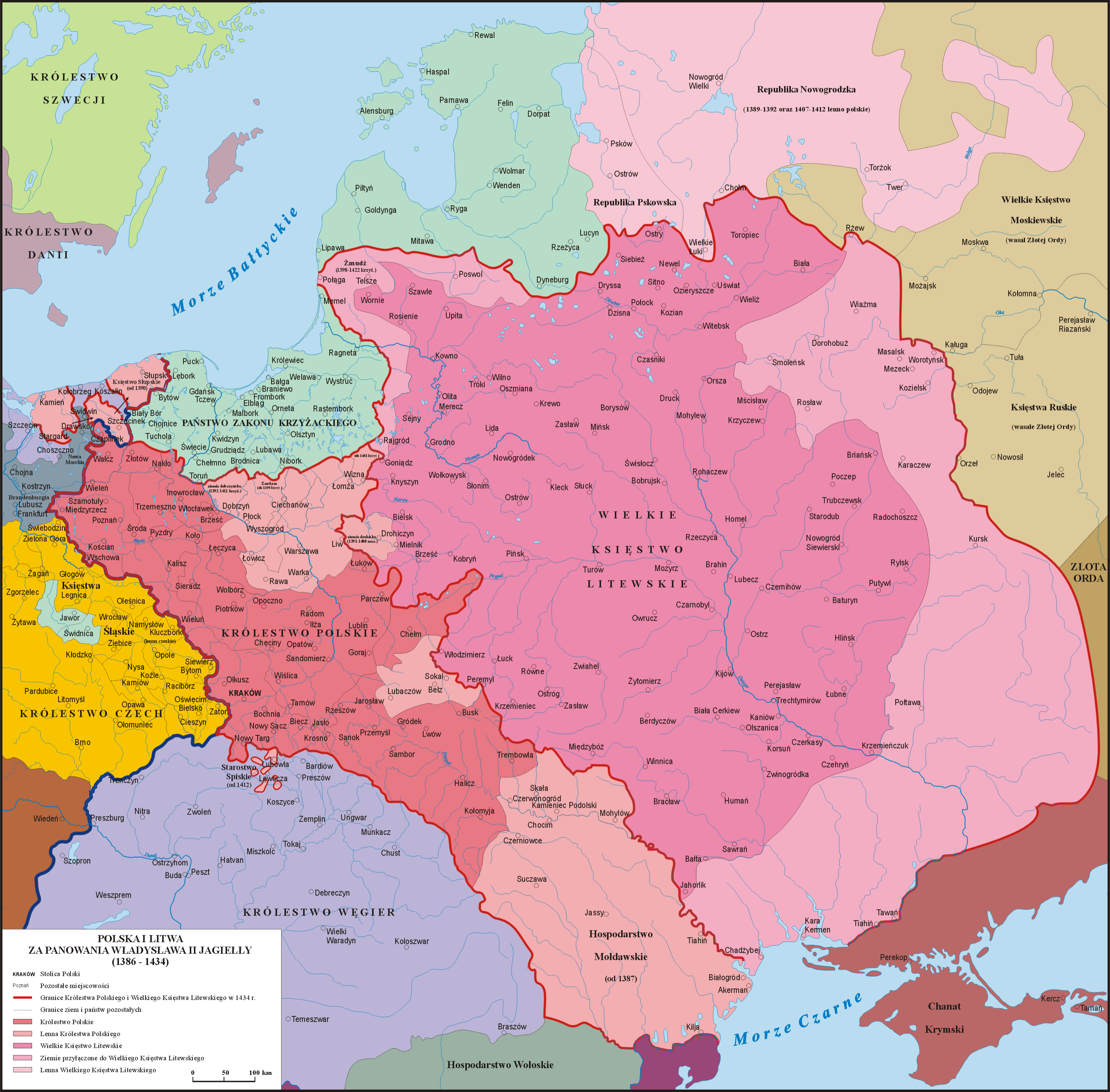
Polska i Litwa za panowania Jagiełły (1386–1434)

W Polsce przyjął się nie do końca zgodny z rzeczywistością pogląd, iż w XIV w. Litwa była już jedynym niechrześcijańskim państwem w Europie. Fakt ten mieli wykorzystywać sąsiadujący z Wielkim Księstwem Krzyżacy jako pretekst do napaści na to państwo. Litwini wchodzili w konflikty także z Koroną, ale nie przybierały one tak dużych rozmiarów. 
Napaści Krzyżaków stały się na tyle uciążliwe, że władający Litwą Władysław Jagiełło zredefiniował jej politykę zagraniczną. Na zjeździe w Krewie (niedaleko Wilna) w 1385 roku zawarto unię personalną między Koroną Polską a Wielkim Księstwem Litewskim. Na jej mocy zdecydowano o przyjęciu przez Litwę chrztu, a także o małżeństwie niepełnoletniej królowej Polski Jadwigi z wielkim księciem litewskim Jagiełłą, który na chrzcie przyjął imię Władysław. W wyniku unii Jagiełło objął władzę jako król Polski i jednocześnie pozostał wielkim księciem Litwy, co oznaczało, że oba państwa były połączone osobą wspólnego władcy, lecz zachowały swoją odrębność.  Zastrzeżenie było takie, że państwa nie mogą znaleźć się pod panowaniem różnych władców. Oba państwa miały wspólny interes – ich wrogiem był Zakon krzyżacki. Triumf pod Grunwaldem powstrzymał Krzyżaków, lecz zagrożenie ze strony Moskwy nie ustępowało, a wręcz narastało.

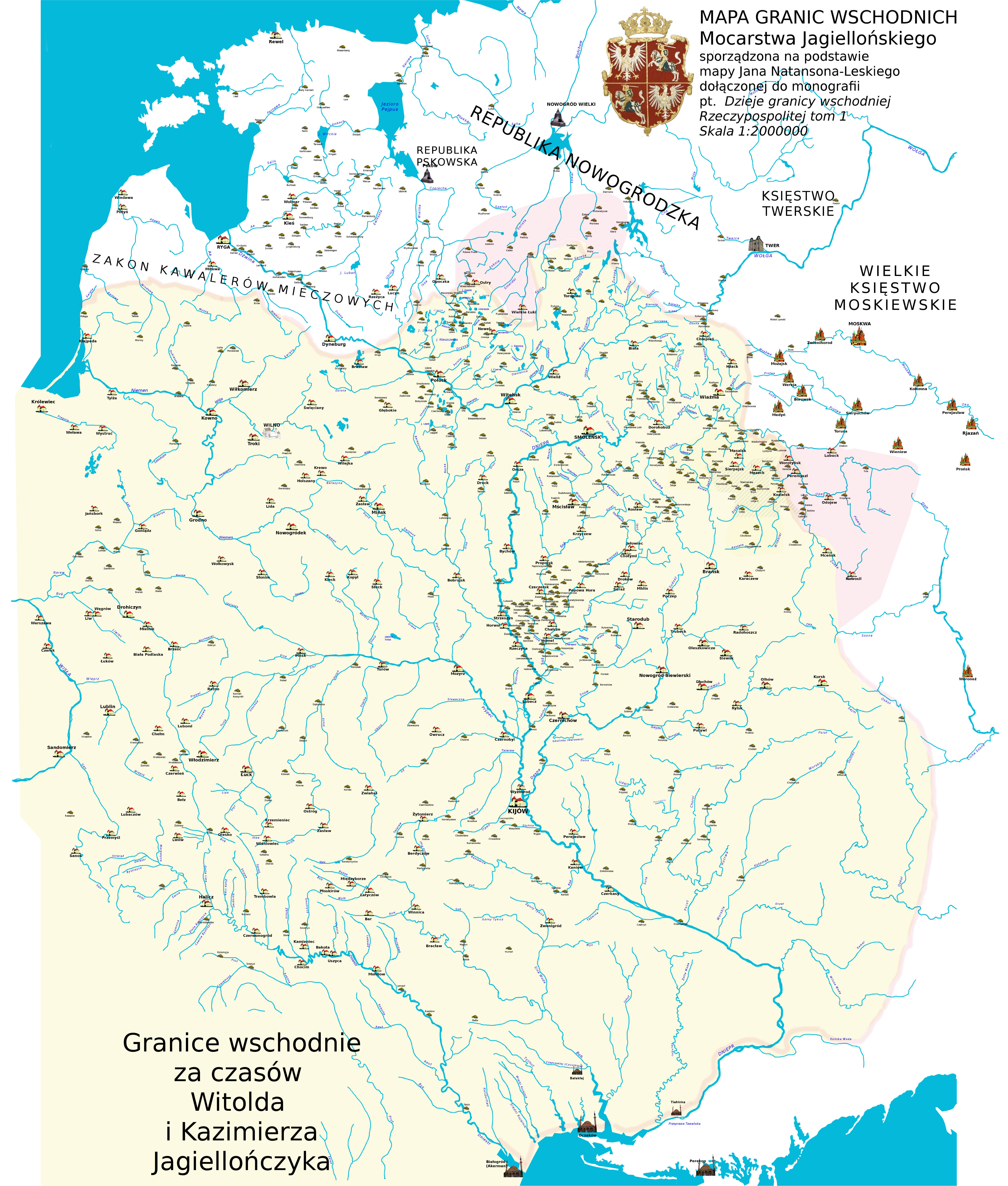
Wschodnie ziemie unii polsko-litewskiej w XV wieku

Powyższy, powszechnie przyjęty w Polsce, pogląd na chrystianizację Litwy jest nie do końca zgodny z rzeczywistością z uwagi na fakt, iż absolutna większość ziem wchodzących w skład Wielkiego Księstwa była ziemiami ruskimi, które zostały schrystianizowane w 988 r. w obrządku prawosławnym, wraz z przyjęciem chrztu przez Ruś Kijowską. Wielkie Księstwo Litewskie za panowania Jagiełły było państwem pogańskim jedynie na ziemiach rdzennie litewskich, które stanowiły około 10% powierzchni państwa. Sam Jagiełło został po urodzeniu ochrzczony przez swoją matkę – ruską księżniczkę Juliannę – w Kościele prawosławnym. Jagiełło był już więc chrześcijaninem, gdy w wieku dorosłym ponownie przyjął chrzest w Kościele katolickim.
W 1401 roku brat stryjeczny Jagiełły, Witold, podpisał akt unii wileńsko-radomskiej, uzyskując tym samym dla siebie tytuł wielkiego księcia Litwy. Jagiełło został jednak księciem zwierzchnim Wielkiego Księstwa Litewskiego i to on był wodzem naczelnym sił polsko-litewskich w bitwie pod Grunwaldem (1410 r.). Witold bezskutecznie próbował rozbić Złotą Ordę, ponosząc klęskę w bitwie nad Worsklą (12 lub 16 sierpnia 1399). Wobec rosnącego autorytetu Moskwy jako ośrodka kultury ruskiej i duchowego spadkobiercy Bizancjum – tak zwanego „Trzeciego Rzymu” – wielu spośród ruskich mieszkańców Wielkiego Księstwa, w tym część bojarów, zaczęło skłaniać się ku Moskwie. Aktywnie wspierała ten kurs Cerkiew prawosławna, kierowana przez metropolitę kijowskiego, który od końca XIV wieku rezydował już w Moskwie i prowadził działania dezintegrujące jedność ideologiczną wśród prawosławnych poddanych Litwy. 
W obliczu nasilającej się presji moskiewskiej Litwa zwracała się po wsparcie do Polski, wysyłając liczne poselstwa do Krakowa z prośbą o pomoc militarną. Była ona związana z planowaną na 1472 rok przez Kazimierza Jagiellończyka ofensywą przeciw Moskwie. Litwa liczyła na sojusz z Wielką Ordą, której chan Ahmed zobowiązał się do udziału w działaniach wojennych. W odróżnieniu od Polski, Tatarzy wypełnili zobowiązania – latem 1472 roku wkroczyli nad Okę. Jednak nie napotkawszy tam wojsk litewskich, zmuszeni byli wycofać się bez walki. Plany wspólnej kampanii zostały udaremnione przez zaangażowanie króla Kazimierza w konflikt z Krzyżakami oraz w sprawy czesko-węgierskie. 
Moskwa wykorzystała okazję. Wielkie Księstwo Moskiewskie parło na zachód, Iwan III Srogi podbił w 1478 Nowogród Wielki, który dotychczas pozostawał w strefie wpływów litewskich. Wraz z tym ważnym centrum handlu i kultury Moskwa zyskała kontrolę nad rozległymi obszarami północnej Rusi, aż po Morze Białe i Morze Barentsa. W 1485 oderwał od Litwy tereny nad górną Oką i Wiaźmą (1494), w latach 1500–1503 Moskwa opanowała ziemię czernihowską i siewierską oraz Smoleńszczyznę ze Smoleńskiem (1514). W wielu wojnach (1512-1522; 1534-1537) Litwa odzyskała jedynie Homel i Starodub (wojny litewsko-rosyjskie).

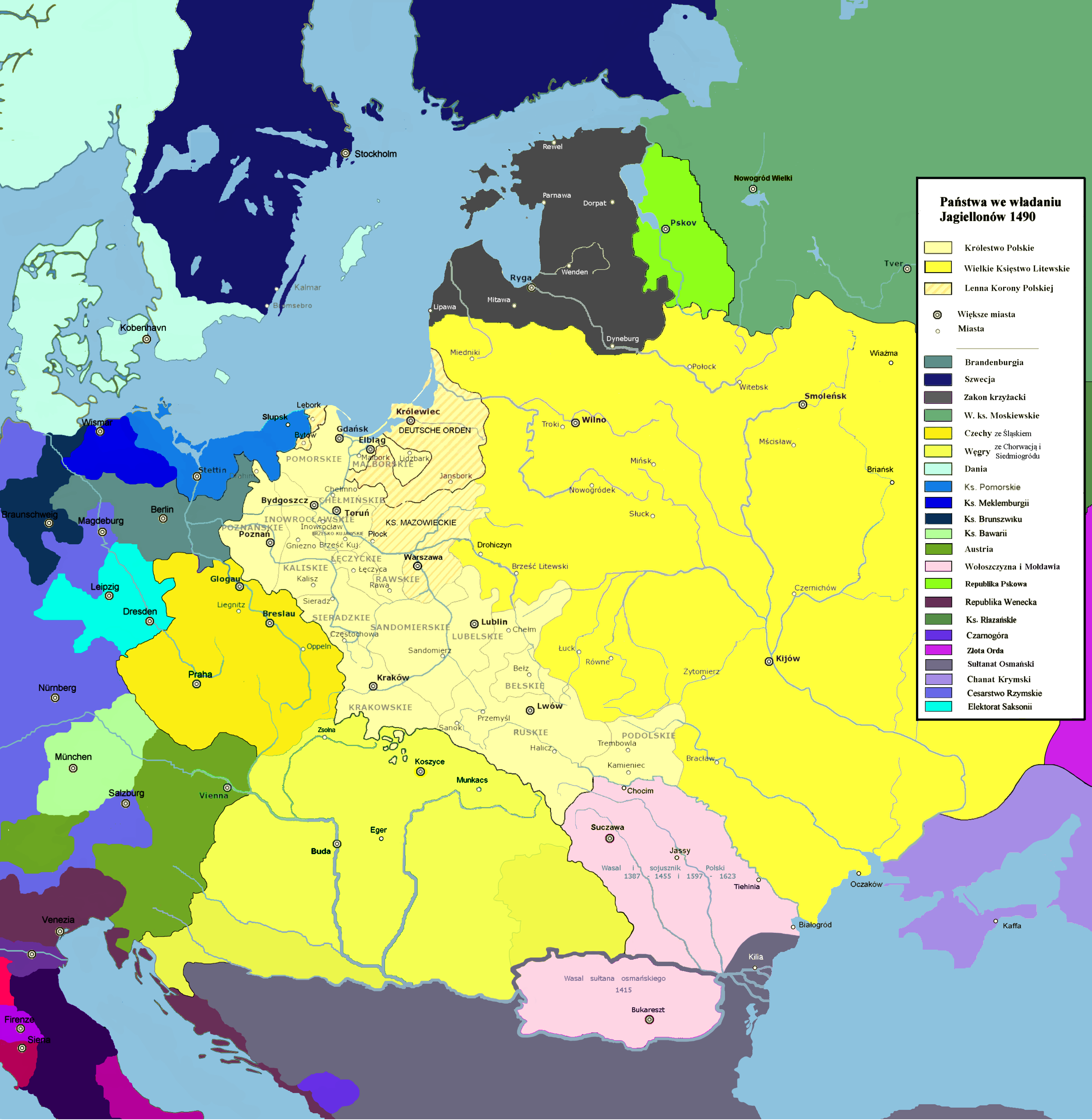
Państwa we władaniu dynastii Jagiellonów pod koniec XV wieku

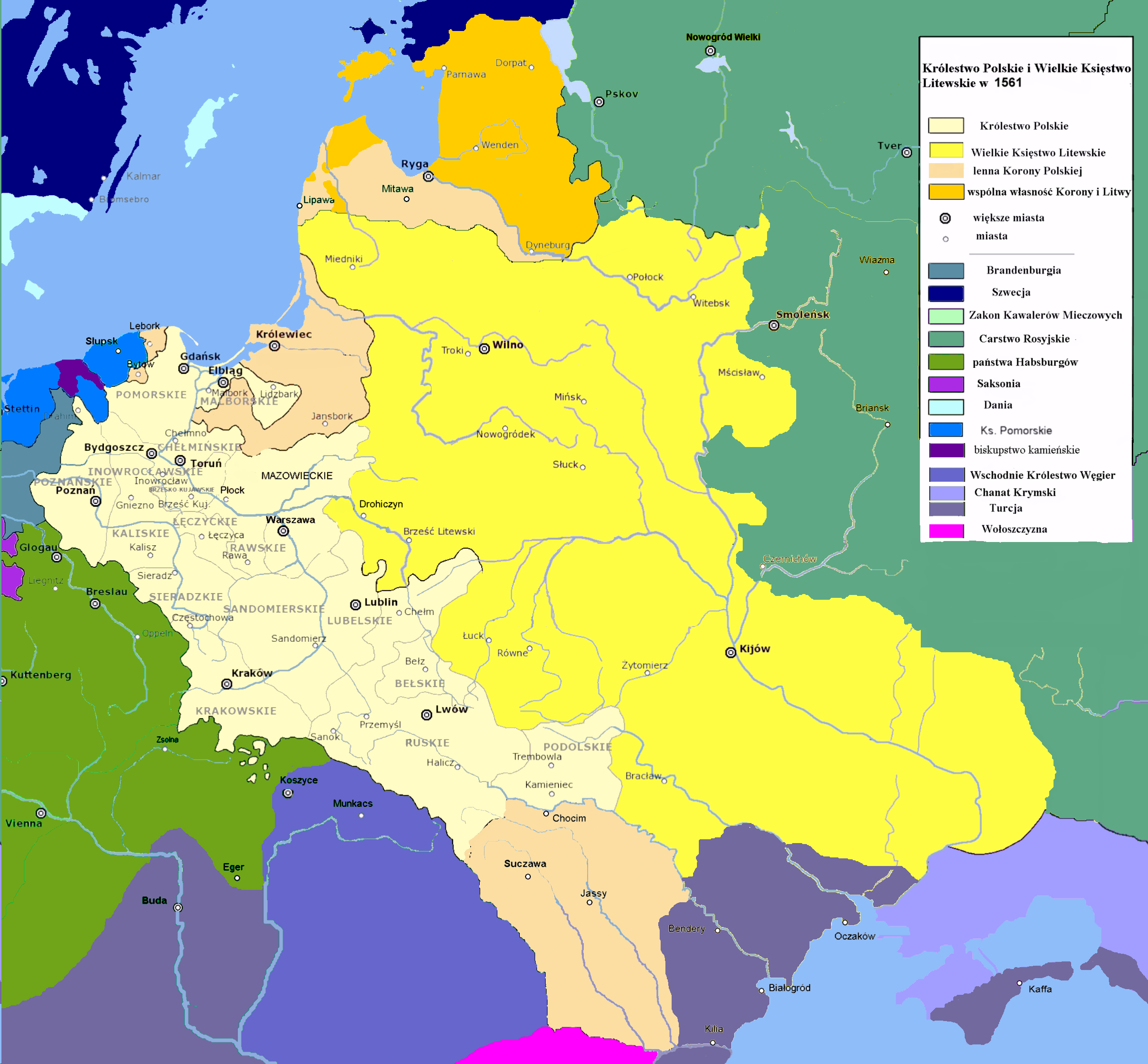
Korona Królestwa Polskiego i Wielkie Księstwo Litewskie przed unią lubelską (1561)

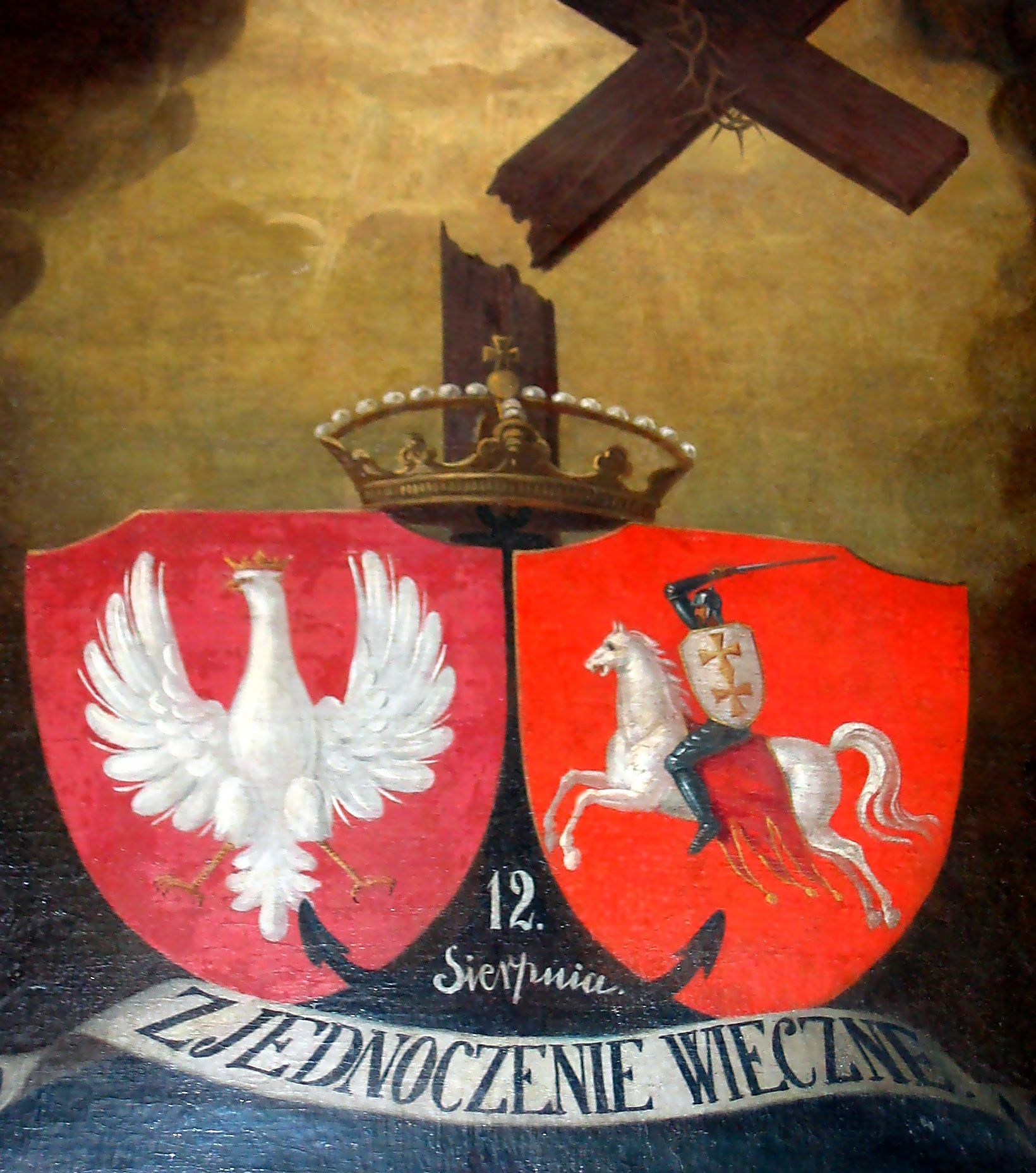
Obraz upamiętniający Unię w Krewie z 1861 r.

W 1569 r., za panowania Zygmunta Augusta, na sejmie w Lublinie doszło do zawarcia unii realnej między dwoma państwami. Bezskutecznie sprzeciwiała się temu część litewskich magnatów, bojących się utraty dominującej pozycji na Litwie.
Postanowienia unii lubelskiej były następujące:
- wspólny sejm i władca Korony i Litwy
- wspólna polityka zagraniczna
- odrębne wojska, prawo, skarby i urzędy
- do Korony przyłączono południowe województwa Wielkiego Księstwa (ziemie dzisiejszej Ukrainy).

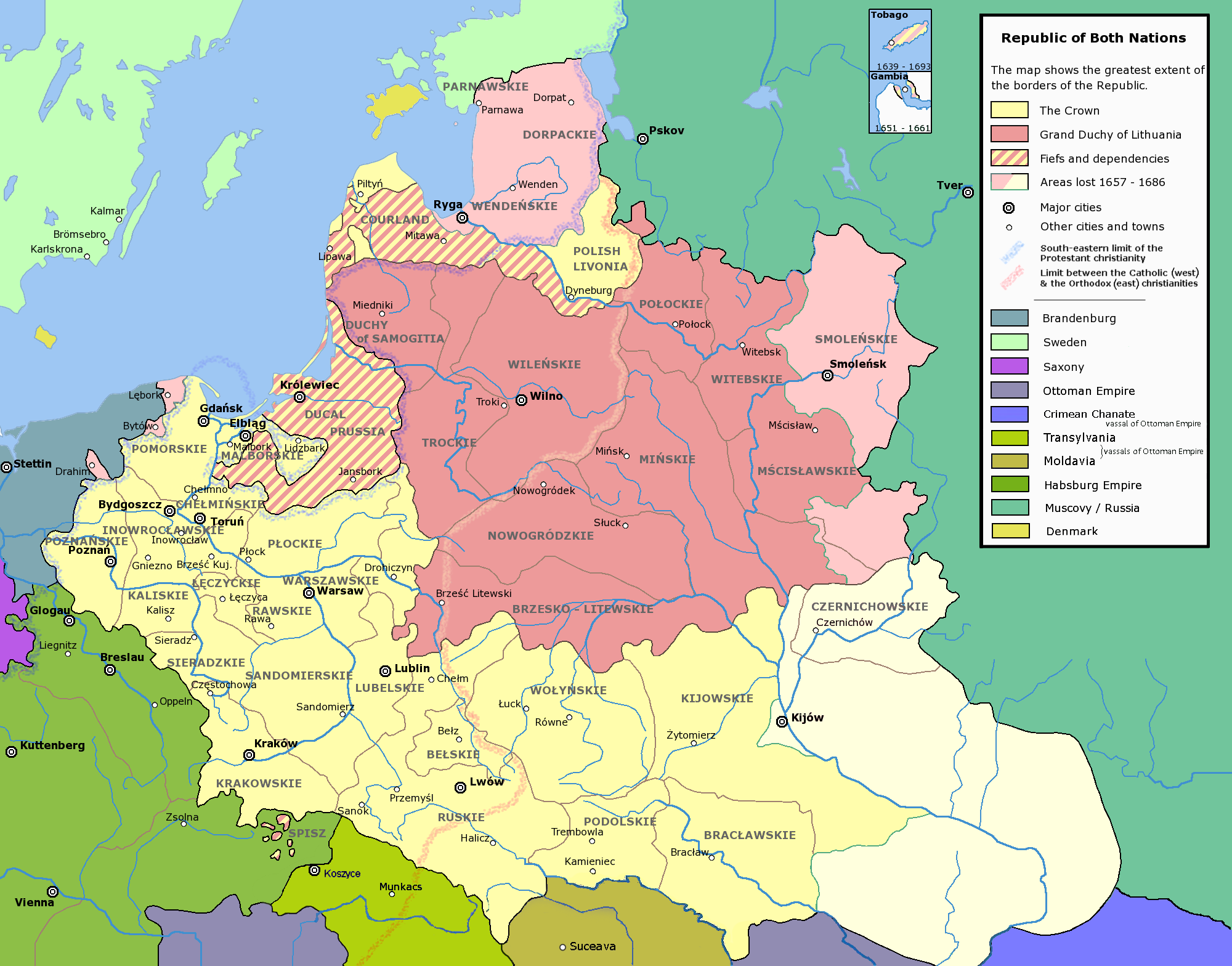
Wielkie Księstwo Litewskie (ciemny czerwony) w ramach Rzeczypospolitej ok. 1635

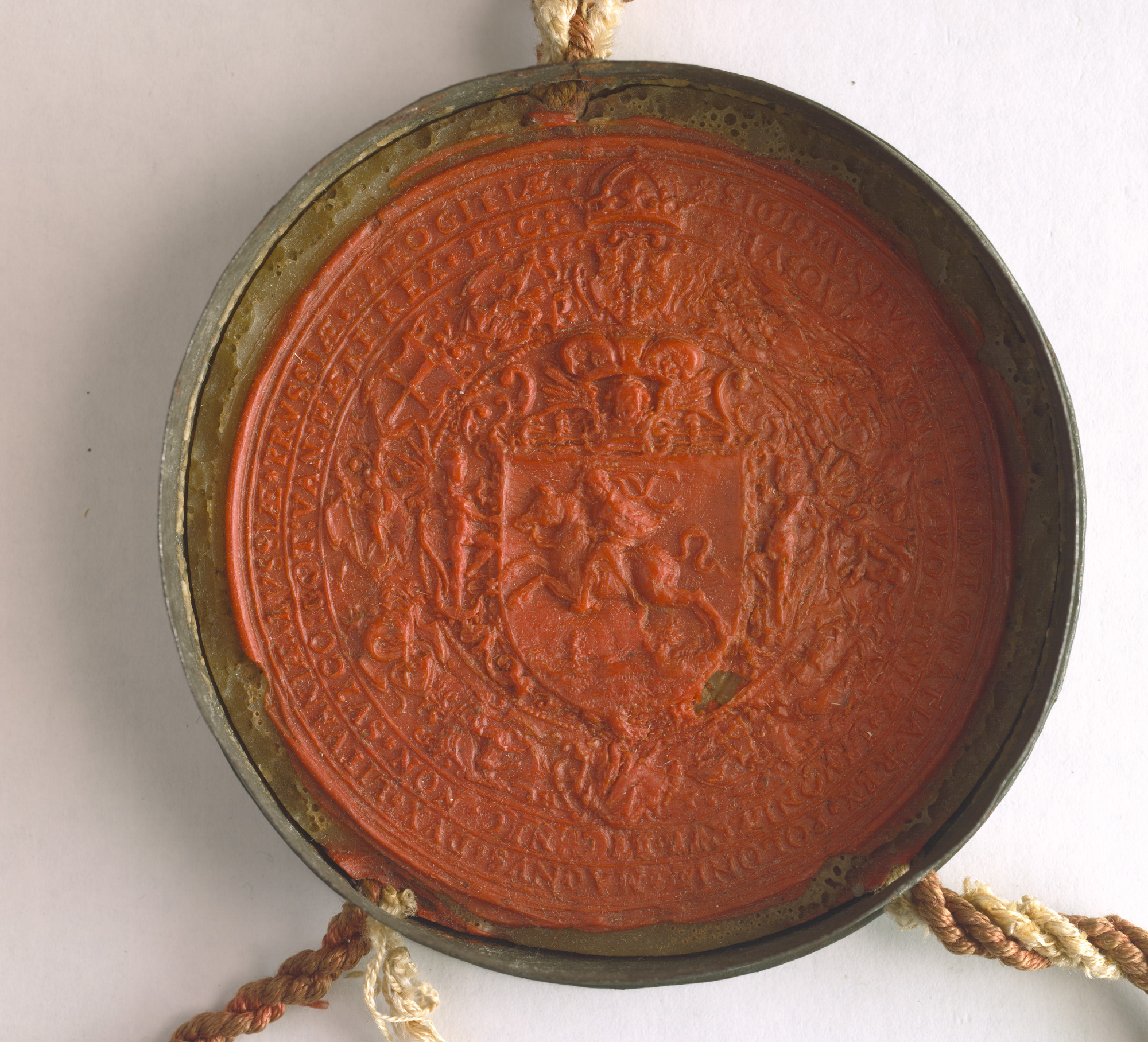
Pieczęć Wielkiego Księstwa Litewskiego

Od zawarcia unii lubelskiej każdy nowo koronowany król Polski automatycznie zostawał władcą Litwy, nie obejmując w sposób odrębny tronu litewskiego.
Oba państwa utworzyły Rzeczpospolitą Obojga Narodów, ale wciąż zachowywały pewną odrębność. Herb Litwy wraz z polskim Orłem stanowiły wspólny Herb Rzeczypospolitej Obojga Narodów. Dopiero Sejm Czteroletni w celu wzmocnienia państwa w obliczu rozbiorów próbował ściślej połączyć Koronę z Litwą (także ich wojska i skarby). Należy jednak pamiętać, że Konstytucja 3 maja świadomie pominęła sprawę wzajemnego stosunku Korony i Wielkiego Księstwa. Stanisław August Poniatowski dążył do unifikacji dualistycznej Rzeczypospolitej, lecz ze względu na przywiązanie szlachty litewsko-białoruskiej do odrębnych praw Wielkiego Księstwa Litewskiego, uznano, że najbardziej wskazane będzie przeprowadzić unifikację nie w Konstytucji, lecz w odrębnych ustawach. Jednak litewskim senatorom i posłom, z marszałkiem konfederacji litewskiej Kazimierzem Nestorem Sapiehą na czele, udało się w zamian za zgodę na Konstytucję utrzymać odrębną podmiotowość polityczno-prawną Wielkiego Księstwa w ramach zreformowanego ustroju. Jeszcze w maju 1791 utrzymano alternatę sejmów (co trzeci sejm w Grodnie), a przy okazji debaty sejmowej nad powołaniem Komisji Skarbowej uchwalono kompromisowe Zaręczenie Wzajemne Obojga Narodów. Na mocy Zaręczenia w powołanych wspólnych Komisjach Wojskowej i Skarbowej połowę członków stanowić mieli przedstawiciele Wielkiego Księstwa Litewskiego, a przewodnictwo miało kolejno należeć do przedstawicieli Korony i Litwy. Ponadto utrzymano osobne litewskie urzędy centralne. W Wielkim Księstwie miały istnieć osobna kasa skarbowa i osobny skarbowy trybunał litewski. Zaręczenie zacieśniało unię realną, ale utrzymało federacyjny charakter Rzeczypospolitej Obojga Narodów.
W czasie rozbiorów Polski większość ziem litewskich weszła w skład Imperium Rosyjskiego, a fragment w III rozbiorze trafił na 12 lat do zaboru pruskiego. W 1812 Wielkie Księstwo Litewskie dzieliło się na cztery departamenty – białostocki, grodzieński, miński i wileński.
Obecnie na terenie Wielkiego Księstwa Litewskiego funkcjonują samodzielne państwa – Litwa, Białoruś, częściowo Ukraina i Łotwa, skrawki należą do Polski i Rosji.
Herb Wielkiego Księstwa Litewskiego, Pogoń, widnieje dzisiaj w symbolice Litwy, a do 1995 r. była również godłem Białorusi.

## Podział administracyjny
- województwo wileńskie
  - powiat wileński
  - powiat oszmiański
  - powiat lidzki
  - powiat wiłkomierski
  - powiat brasławski
- województwo trockie
  - powiat trocki
  - powiat merecki (do 1566 roku)
  - powiat przełomski (do 1566 roku)
  - powiat grodzieński
  - powiat kowieński
  - powiat upicki
- Księstwo Żmudzkie

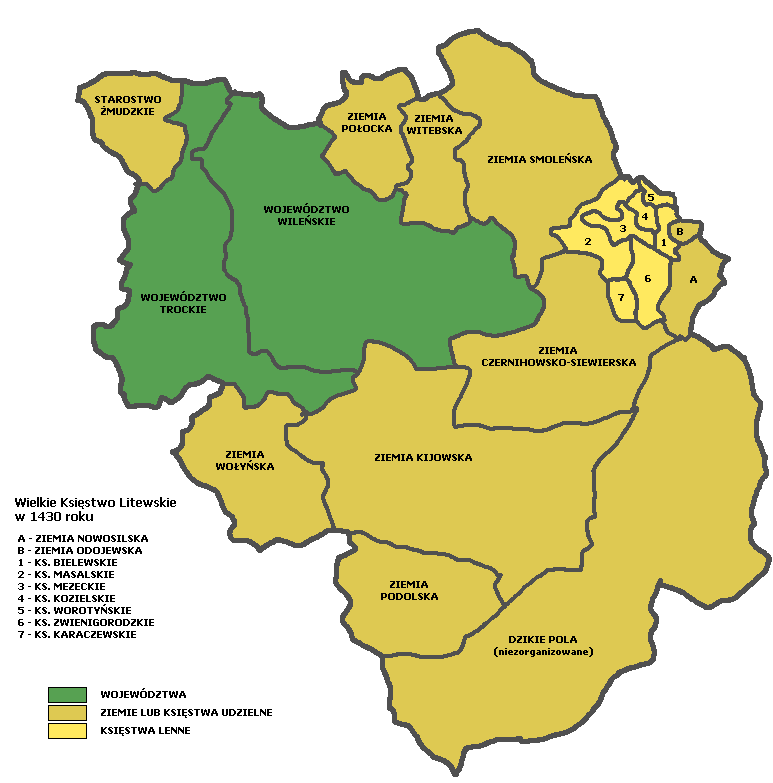
Podział terytorialny Wielkiego Księstwa Litewskiego w 1430 roku

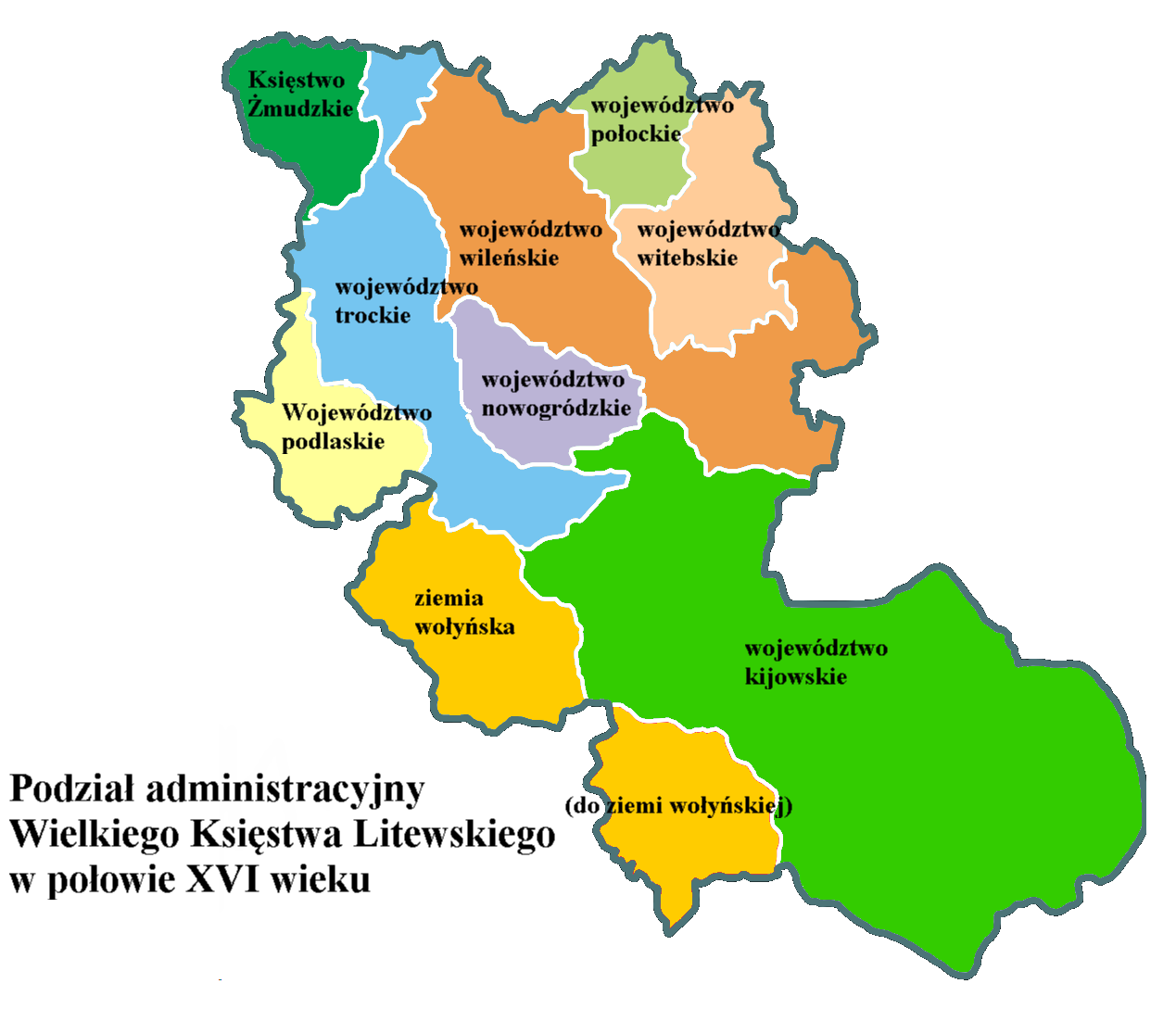
Podział administracyjny Wielkiego Księstwa Litewskiego w połowie XVI wieku

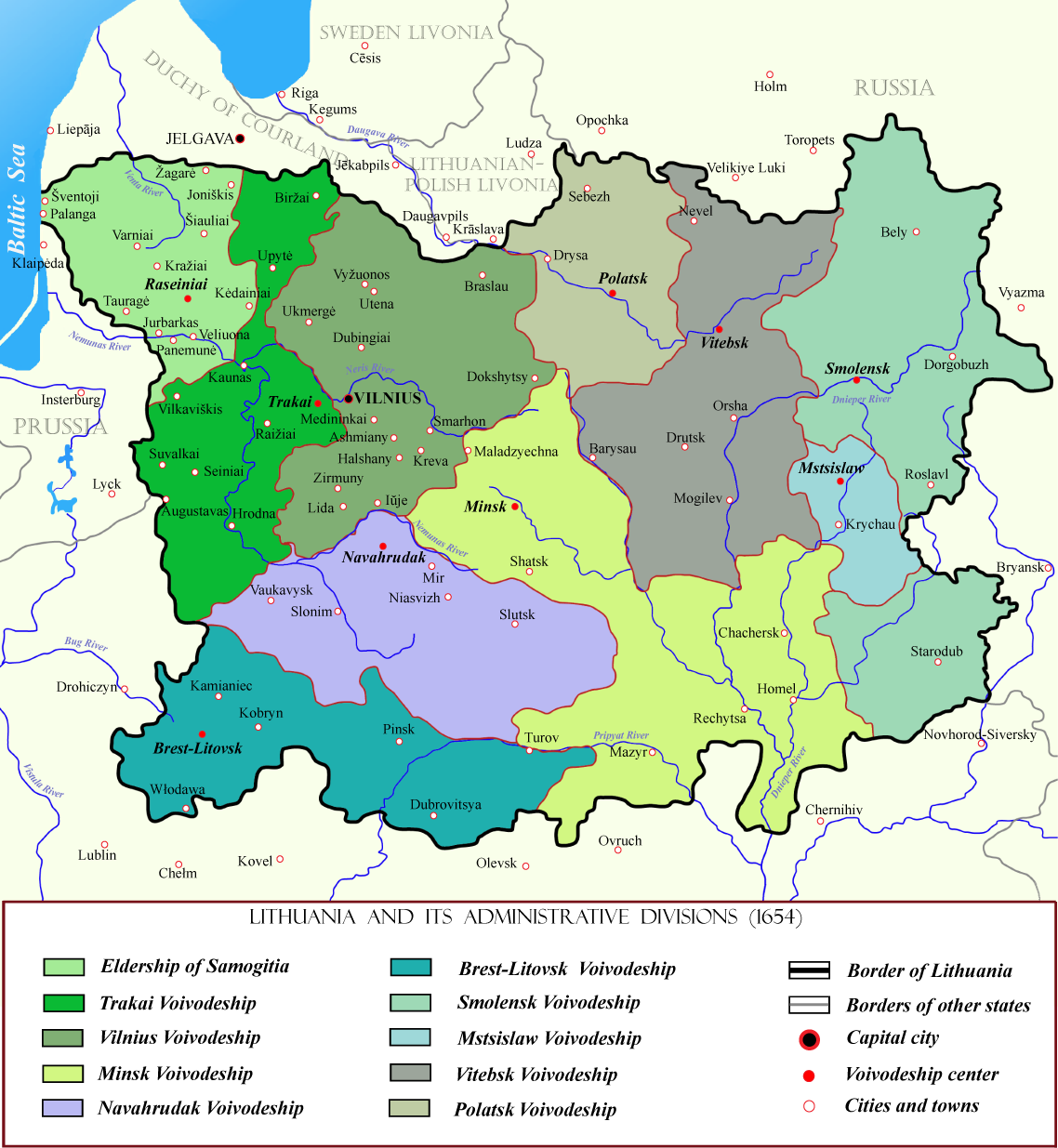
Podział terytorialny Wielkiego Księstwa Litewskiego w 1654 roku

  - trakty: Ejragoła, Wilki, Wielona, Rosienie, Widukle, Kroże, Tendziagoła, Jaswony, Szawle, Wielkie Dyrwiany, Małe Dyrwiany, Berżany, Użwenty, Telsze, Retów, Pojurze, Wieszwiany, Korszew, Szadów, Gondinga, Twery, Potumsza, Birżyniany, Połąga, Powondeń, Mendingiany, Korklany, Żorany, Użgiris.
- województwo nowogródzkie
  - powiat nowogródzki
  - powiat wołkowyski
  - powiat słonimski
  - Księstwo Słuckie
    - Księstwo Kopylskie
- województwo brzeskie
  - powiat brzeski
  - powiat piński
- województwo mińskie
  - powiat miński
  - powiat rzeczycki
  - powiat mozyrski
- województwo mścisławskie
- województwo witebskie
  - ziemia orszańska (od 1667 z województwa smoleńskiego)
- województwo połockie
- województwo smoleńskie do 1611 i od 1667 r. tytularne
  - powiat smoleński
  - powiat starodubowski

## Dziedzictwo Wielkiego Księstwa
Korona
     Prusy – lenno Korony
     Wielkie Księstwo Litewskie
     Inflanty
     Kurlandia – lenno Korony i Litwy

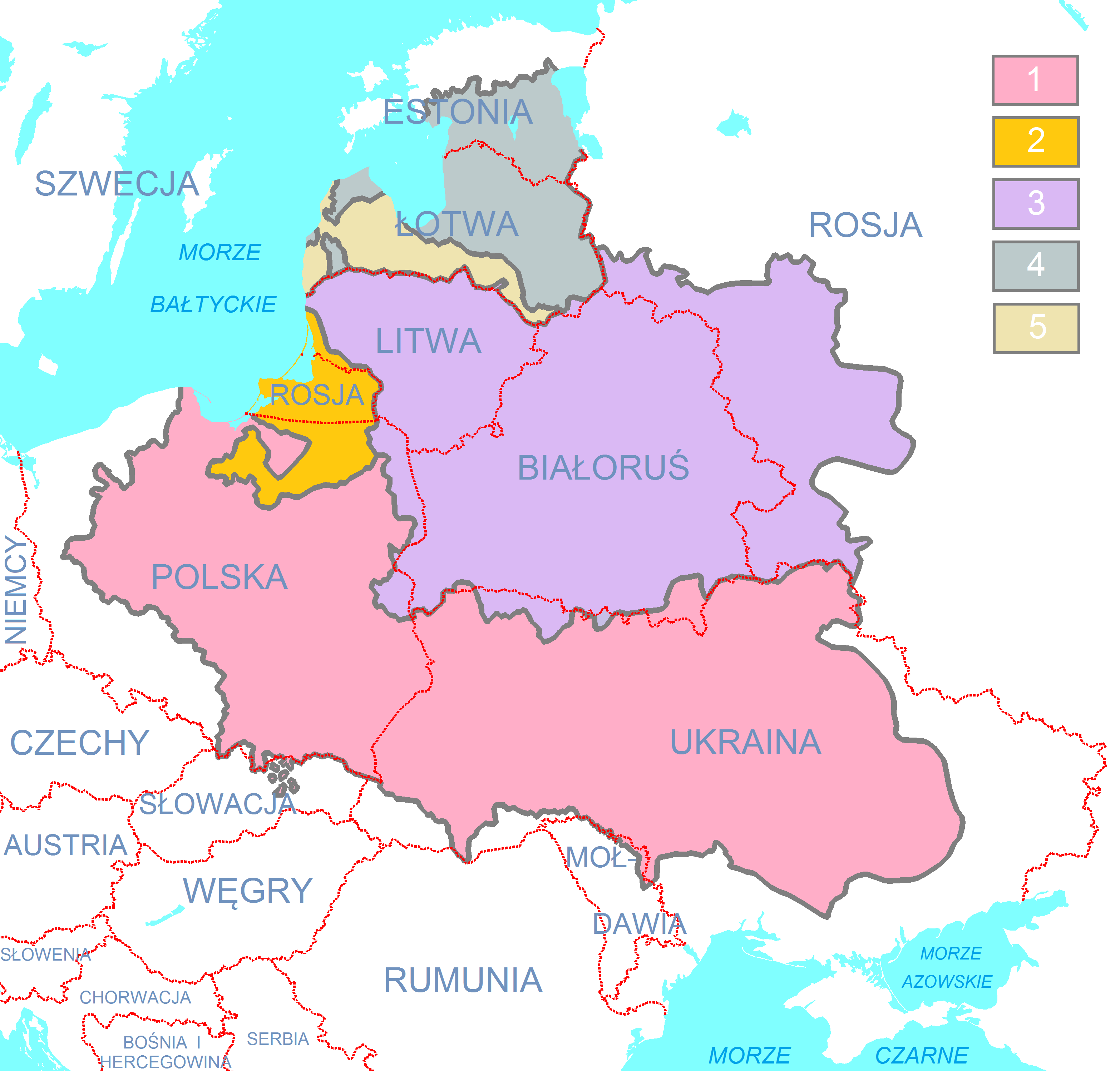
Obszar Rzeczypospolitej po unii lubelskiej na tle granic państw współczesnych.
Korona
Prusy – lenno Korony
Wielkie Księstwo Litewskie
Inflanty
Kurlandia – lenno Korony i Litwy

Pomimo że w doktrynie państwowej obecnie jedynie Republika Litewska odwołuje się do dziedzictwa Wielkiego Księstwa Litewskiego, przywołując w preambule do Konstytucji z 2 listopada 1992 r. Statuty Litewskie, to dziedzicami są również Białorusini, Ukraińcy i Polacy, zarówno mieszkańcy tej części współczesnej Polski, która należała przez wieki do Wielkiego Księstwa, jak i mieszkający na Litwie i Białorusi, oraz w pewnym stopniu rozproszeni po wysiedleniach na inne ziemie polskie. Dotyczy to również wielkich rodów dawnego Wielkiego Księstwa Litewskiego (jak Radziwiłłów herbu Trąby, Sapiehów, Tyszkiewiczów, Romerów, Komorowskich itd.), którzy zamieszkują Polskę lub państwa Zachodu i ani jeden przedstawiciel tych rodzin nie mieszka w granicach obecnej Republiki Litewskiej.
Na dziedzictwo w nie mniejszym stopniu niż dzisiejsi Litwini mogą się powoływać Białorusini (za czasów Wielkiego Księstwa polsko- i ruskojęzycznych mieszkańców księstwa zwano Litwinami, a mieszkańców większości terytorium dzisiejszej Litwy – częściej Żmudzinami; zob. Litwini w znaczeniu historycznym). Jednak do Wielkiego Księstwa Litewskiego odwołuje się narodowa opozycja (zob. litwinizm), a obecne władze, w sferze nie tylko symboliki, wybierają tradycje sowieckiej Białorusi. Z dawnego przedrozbiorowego Wielkiego Księstwa o powierzchni około 320 000 km² dwie trzecie należy do dzisiejszej Białorusi, a język ruski (zwany obecnie starobiałoruskim albo staroukraińskim, a wtedy też litewskim) był w pierwszych wiekach jego istnienia językiem kultury i dworu, a aż do 1696 r. językiem urzędowym.
Pomimo rozbiorów poczucie wspólnoty i tradycji, z przywołaniem z kart historii szlacheckiej Wielkiego Księstwa i Rzeczypospolitej przetrwało do czasów współczesnych, w drugiej połowy XIX w. zob. Manifestacja jedności w 1861 r. w Kownie.
Jeszcze na początku XX w. polskojęzyczni patrioci Wielkiego Księstwa Litewskiego (krajowcy i federaliści) dążyli do jego odbudowy, ale ich wysiłki rozbiły się o mur młodego nacjonalizmu litewskiego. Dziedzictwo wielkiego i wielokulturowego państwa miało stać się wyłączną domeną małego narodu zrekonstruowanego na gruncie ściśle etnicznym i językowym. Dziś na ziemiach b. Wielkiego Księstwa Litewskiego po Unii Lubelskiej mieszka ponad 13 mln mieszkańców, z czego Białorusini stanowią 8 mln, Litwini (w dzisiejszym znaczeniu tej nazwy) 2,5 mln (w tym 0,5 mln Żmudzinów) i Polacy 2–2,5 mln. W całym byłym Księstwie Litewskim z czasów Jagiełły obecnie mieszka ponad 50 milionów.
Pomimo represji, rusyfikacji, lituanizacji, ludobójstwa sowieckiego i hitlerowskiego Polacy stanowią nadal znaczną część ludności ziem b. Wielkiego Księstwa, zamieszkując zwarcie pas rozdzielający żywioł białoruski i litewski, od Suwalszczyzny i Grodzieńszczyzny, poprzez Wileńszczyznę aż po Inflanty Polskie, po wszystkich stronach istniejących obecnie granic. Na ziemiach należących współcześnie do Polski, a wchodzących w latach 1569–1795 w skład Wielkiego Księstwa (część byłych województw: trockiego, brzeskolitewskiego i zachodnie fragmenty nowogródzkiego), mieszka około 700 tys. osób i znajdują się takie miasta jak Biała Podlaska, Hajnówka, Sokółka i Suwałki (bez włączonego do Korony Królestwa Polskiego w 1569 r. województwa podlaskiego). Po obu stronach dzisiejszej granicy litewsko-białoruskiej mieszka dalsze 1,5 mln Polaków.
Język polski był językiem urzędowym Księstwa i językiem kultury dominującym nie tylko na obszarze zamieszkiwania Polaków, ale i w całym b. Wielkim Księstwie co najmniej od początku XVI w. do XX w., by wreszcie ulec niemal zagładzie po 1944 r. Polska kultura i historia zawdzięcza Wielkiemu Księstwu Litewskiemu wiele wybitnych postaci, wśród których wymienić można w pierwszym rzędzie Adama Mickiewicza i Józefa Piłsudskiego. Wielki jest również wkład do nauki polskiej trzeciego najstarszego uniwersytetu na ziemiach Rzeczypospolitej Obojga Narodów, Uniwersytetu Stefana Batorego.
Granice b. Wielkiego Księstwa i Rzeczypospolitej aż do XX w. wyznaczały granice cywilizacji zachodniej.
Cytat z pamiętników Mieczysława Jałowieckiego, Na skraju imperium, Warszawa 2000, pisanych na krótko przed I wojną światową:
Dosyć jest przekroczyć granice najdalej na wschód wysuniętych rubieży dawnej Rzeczypospolitej i przejść na tamtą, pskowską lub smoleńską stronę, aby zauważyć przepaść historyczną i kulturalną, która dzieli te dwa kraje. Te różnice wyczuwa się na każdym kroku, widzi się ją wszędzie: w zewnętrznym wyglądzie wsi, w zachowaniu ludności, w mowie, w strojach, w pewnym poczuciu odrębności, nawet w poczuciu godności własnej, która tam za historyczną granicą nigdy nie mogła się wybić w górę z szarzyzny niewolniczych mas ludu rosyjskiego. Kresy zachowały wyraźnie swoją odrębność, swoje oblicze, swoją indywidualność tak różną od zalegających tuż za progiem pustkowi rosyjskich.